# Chiesa di San Giovanni Battista (Frassenetto)
La chiesa di San Giovanni Battista, nota anche con il titolo di pieve, si trova a Frassenetto, in provincia e arcidiocesi di Udine ed è, attualmente, filiale della parrocchiale di Forni Avoltri.

## Storia
Già all'inizio del XIV secolo è attestata la presenza di una chiesa a Frassenetto. Intorno al 1346 questa chiesa fu eretta a pieve autonoma da quella di Gorto con filiali le cappelle di Collina, Forni e Sigilletto. L'edificio venne riedificato sul finire del XV secolo da tale A. Rupil de Bedech, consacrato il 24 giugno 1497 e completamente ristrutturato nel Seicento. L'attuale chiesa fu praticamente ricostruita nel 1740 e consacrata nel 1745. Successivamente, la parrocchialità fu trasferita presso la chiesa di Forni Avoltri facendo diventare questa una sua filiale; divenne nuovamente parrocchia autonoma nel 1958, salvo poi ritornare filiale dell'altra il 10 giugno 1986.

## Interno
Opere di pregio custodite all'interno della chiesa sono il marmoreo altare maggiore del 1650, le stazioni della Via Crucis, realizzate tra il 1762 ed il 1766, una pala dipinta da Girolamo Turro nel 1726 raffigurante la Beata Vergine Maria assieme ai Santi Antonio di Padova, Giuseppe e Leonardo ed un'altra con Gesù crocifisso assieme alla Madonna, a Sant'Antonio da Padova e alle anime del Purgatorio, il cui autore è tuttora ignoto.